# Peter Heilmann
Peter Heilmann (* 18. August 1922 in Berlin; † 13. Februar 2003 ebenda) war ein deutscher FDJ-Funktionär und Agent der Hauptverwaltung A in West-Berlin. Er war nach dem Zweiten Weltkrieg als Sekretär im Zentralrat der FDJ für Studentenfragen zuständig, wurde im Zuge der Säuberungen der SED 1951 verhaftet und verbüßte fünf Jahre Zuchthaus wegen Spionagevorwürfen. Noch in der Haft wurde er vom Ministerium für Staatssicherheit (MfS) 1956 als inoffizieller Mitarbeiter angeworben. Nach seiner Übersiedlung in die Bundesrepublik Deutschland arbeitete er als Publizistikwissenschaftler und war von 1970 bis 1988 Studienleiter der Evangelischen Akademie in Berlin. Bis 1989 berichtete er dabei an das MfS.

## Leben

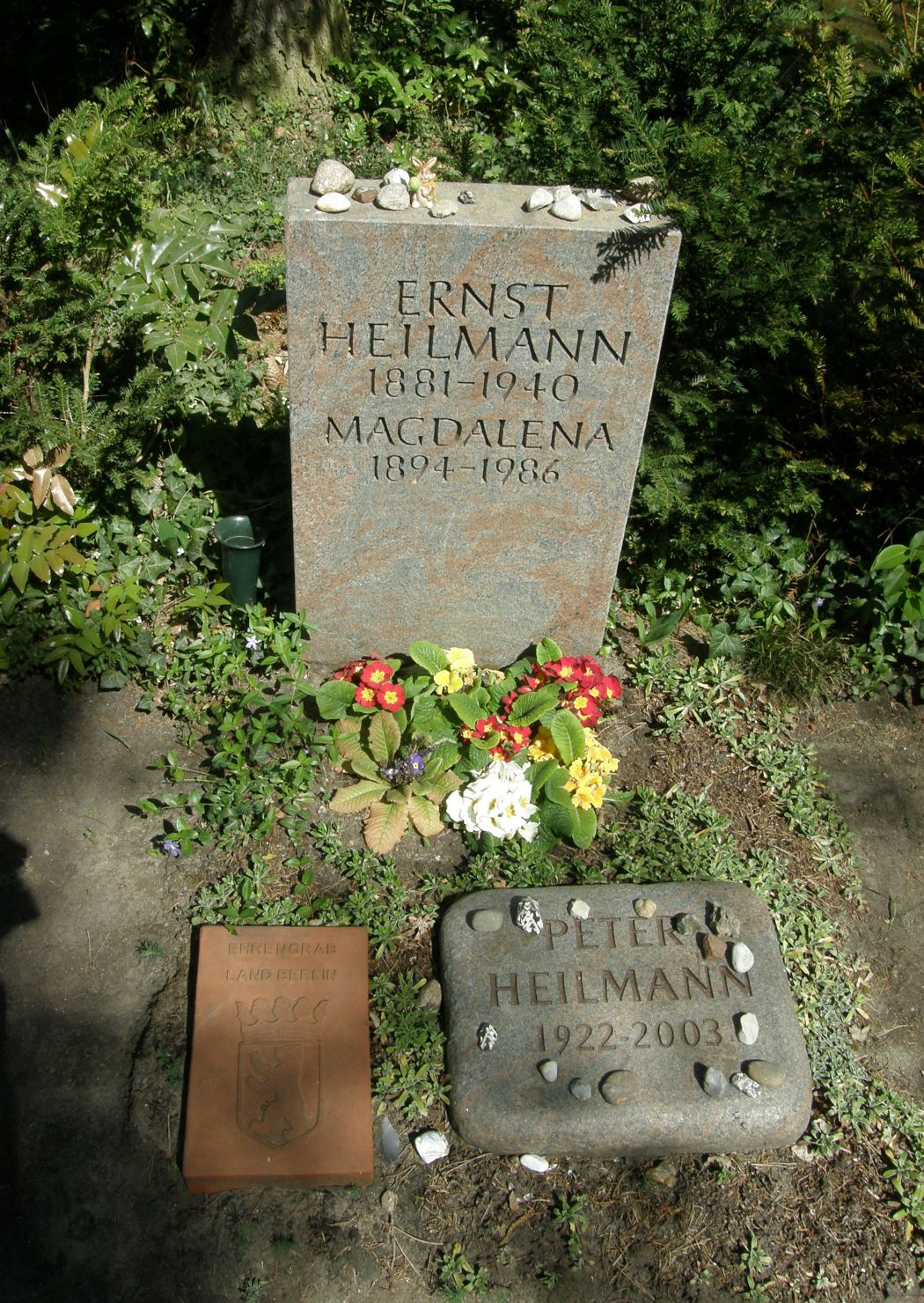
Grab auf dem Wilmersdorfer Waldfriedhof Stahnsdorf

Peter Heilmann wurde 1922 in Berlin-Schöneberg als eines von vier Kindern des SPD-Politikers Ernst Heilmann und dessen Ehefrau Magdalena geboren. Er und seine Geschwister galten in der Zeit des Nationalsozialismus als „Halbjuden“. Von 1932 bis 1941 besuchte er das Berliner Gymnasium zum Grauen Kloster. Als „Mischling ersten Grades“ (nach den Nürnberger Gesetzen) gehörte er noch 1941 dem letzten Abiturjahrgang an. Von 1941 bis 1944 arbeitete er als Schädlingsbekämpfer bei der Firma Erich Winkler.
Im Herbst 1944 wurde Heilmann zur Zwangsarbeit in ein Arbeitslager dienstverpflichtet (Sonderkommando J), das die Organisation Todt für „jüdische Mischlinge“ und „jüdisch Versippte“ am Militärflughafen in Zerbst unterhielt. Anfang Februar 1945 floh er aus dem Lager und versteckte sich in Berlin bei Hella Gorn. Heilmann betrachtete Hella als seine Frau, nur dass er sie aufgrund der NS-Rassengesetzgebung nicht heiraten durfte. Er hatte Hella in einer Jugendgruppe der Quäker kennengelernt, zu der er Ende 1941 Kontakt gefunden hatte. Mit ihr gemeinsam leistete er illegale Hilfe für untergetauchte Juden.
Nach der Befreiung Berlins trat Heilmann in die KPD ein und arbeitete für den Magistrat von Groß-Berlin. Von 1946 bis 1948 studierte Heilmann an der Berliner Universität in Ost-Berlin. Er war zugleich Sekretär des Zentralrats der FDJ und für deren Fraktion Mitglied des Deutschen Volksrates sowie ab 1949 der Provisorischen Volkskammer.
Im Zuge der Säuberungen der SED wurde Heilmann im Frühjahr 1951 verhaftet und zu fünf Jahren Zuchthaus wegen angeblicher Spionage verurteilt. Anlass des Verfahrens war ein Besuch Heilmanns bei seiner Mutter in West-Berlin 1950, den er trotz eines Verbots der SED und des Zentralrats der FDJ unternommen hatte. Auch seine Ehefrau Hella wurde verhaftet und verurteilt. Nach ihrer Haftentlassung ließen sie und Heilmann sich scheiden.
Noch in der Strafvollzugsanstalt, während Heilmann die letzten Monate seiner Haft verbüßte, warb ihn im Februar 1956 das MfS als „geheimen Informator“ an. Im April 1956 wurde er entlassen. In Absprache mit seinem Führungsoffizier siedelten Heilmann und seine ebenfalls als geheime Mitarbeiterin des MfS angeworbene zweite Ehefrau Gertraude Ende 1956 nach West-Berlin über. Heilmann schrieb sich an der FU Berlin ein. Hier studierte er Gesellschaftswissenschaft, Soziologie, Publizistik und Germanistik. Nach dem Studienabschluss war er von 1960 bis 1962 Assistent am Institut für Publizistik der FU Berlin bei Emil Dovifat. Nach einer krankheitsbedingten Unterbrechung arbeitete er am Institut als wissenschaftlicher Mitarbeiter. Er schied aus, weil er als Doktorand die erforderliche Dissertationsschrift nicht vorlegte.
Vom MfS war Heilmann u. a. auf Heinz Lippmann, Leo Bauer und Herbert Wehner angesetzt sowie auf den SDS, bei dem er sich in den Bundesvorstand wählen ließ. Für seine zahlreichen Berichte an das MfS benutzte er zunächst den Decknamen „Julius Müller“, dann „Adrian Pepperkorn“. Dabei verband er – sich selbst stilisierend – die Figur des mit dem Teufel verbündeten Adrian Leverkühn aus Thomas Manns „Doktor Faustus“ mit der der lebens- und sinnenfrohen Mann-Romanfigur Mynheer Peeperkorn.
Von 1970 bis zu seiner Pensionierung 1988 war Heilmann Studienleiter der Evangelischen Akademie zu Berlin. Sein Nachfolger in dieser Stellung wurde Hubertus Knabe.
1993 stand Heilmann erstmals unter dem Verdacht, für die Staatssicherheit gearbeitet zu haben. 1999 wurde er zusammen mit seiner zweiten Frau Gertraude Heilmann, die unter dem Decknamen „Pepperkorn II“ an das MfS berichtete, wegen geheimdienstlicher Tätigkeit gegen die Bundesrepublik Deutschland angeklagt. Im April 1999 wurde Peter Heilmann vor dem Berliner Kammergericht zu einer Haftstrafe von einem Jahr und acht Monaten verurteilt, seine Frau zu einem Jahr. Beide Strafen wurden zur Bewährung ausgesetzt, daneben mussten sie Bußgelder in Summe von 8.000 DM zahlen. Heilmann wurde nach seinem Tod im Februar 2003 im Krematorium Berlin-Baumschulenweg eingeäschert.